# Cette vieille canaille
Cette vieille canaille is een Franse film van Anatole Litvak die uitgebracht werd in 1933.
Het scenario is gebaseerd op het gelijknamige toneelstuk (1931) van Fernand Nozière.

## Verhaal
Hélène baat samen met haar moeder een schiettent uit op de kermis van Neuilly-sur-Seine. Ze raakt verwikkeld in een felle woordenstrijd met Suzanne, een andere kermisexploitante en een liefdesrivale. Suzanne is immers jaloers op Hélène die verliefd is op Jean Trapeau, een trapezewerker. Hun ruzie mondt uit in een vechtpartij waarbij Hélène gewond wordt. 
Guillaume Vautier, een oudere bekende chirurg, is getuige van de vechtpartij en verzorgt haar. Hij wordt verliefd op haar. Hoewel haar liefde voor Jean beantwoord wordt laat ze zich verleiden door het luxeleventje dat Vautier haar voorschotelt. Ze wordt overweldigd door diens rijkdom en laat toe dat hij haar beschermheer wordt.  
Jean komt na een tijd weer op de proppen en probeert Hélène te overtuigen met hem te vertrekken. Ze zal moeten kiezen tussen haar liefde voor een jongere man en het avontuur enerzijds en het comfortabel leven bij een oudere man. 

## Rolverdeling
| Acteur             | Personage              |
| ------------------ | ---------------------- |
| Harry Baur         | Guillaume Vautier      |
| Pierre Blanchar    | Jean Trapeau           |
| Alice Field        | Hélène                 |
| Paul Azaïs         | Jacques                |
| Christiane Dor     | Suzanne                |
| Madeleine Geoffroy | Germaine               |
| Pierre Stephen     | de leraar geschiedenis |
| Madeleine Guitty   | de moeder van Hélène   |